# Biopsja gruczołu krokowego
Biopsja gruczołu krokowego (biopsja prostaty, biopsja stercza) – zabieg diagnostyczny będący inwazyjną metodą pobrania materiału biologicznego z przypuszczalnie zmienionych chorobowo tkanek, który następnie jest oceniany przez lekarza patomorfologa. 
W diagnostyce raka prostaty wykonywana jest biopsja gruboigłowa (igła 18G). Zwykle pod kontrolą USG pobierane jest za pomocą specjalnego pistoletu biopsyjnego 8-14 wycinków (bioptatów) z różnych części gruczołu krokowego.

## Wskazania do wykonania biopsji
Konieczność wykonania biopsji gruczołu krokowego (prostaty) zależy od poziomu swoistego antygenu sterczowego (PSA) i / lub podejrzanego wyniku badania per rectum (DRE) i / lub zmian uwidocznionych w badaniach obrazowych. Należy brać też pod uwagę wiek pacjenta i choroby współistniejące. Samo ograniczone podwyższenie PSA nie powinno powodować natychmiastowej biopsji. Poziom PSA należy zweryfikować po kilku tygodniach, w tym samym laboratorium, przy użyciu tego samego testu w standardowych warunkach, tj. nie po wytrysku i manipulacji przy prostacie oraz bez objawów infekcji dróg moczowych. Nie należy podejmować empirycznego stosowania antybiotyków u bezobjawowego pacjenta w celu obniżenia PSA.  
Biopsja gruczołu krokowego pod kontrolą USG jest obecnie standardem. Biopsję wykonuje się z dostępu przez odbytniczego lub przez kroczowego. Wskaźniki wykrywalności raka wykonane bez wcześniejszego obrazowania za pomocą MRI są porównywalne w obu metodach, jednak niektóre dowody sugerują zmniejszone ryzyko zakażenia przy dostępie przez kroczowym. Można także rozważyć dezynfekcję odbytnicy jodopowidonem. Przez cewkowa resekcja gruczołu krokowego nie powinna być wykorzystywana jako narzędzie do wykrywania raka.

## Rodzaje biopsji

### Biopsja systematyczna (SB)
Biopsja gruczołu krokowego jest w większości przypadków tzw. biopsją systematyczną (systematic biopsy – SB), czyli „ślepym” poszukiwaniem ognisk rozrostu złośliwego w nadziei, że trafi się w guz. Takie postępowanie może prowadzić do błędów.

#### Przeoczenie raka istotnego klinicznie
SB umożliwia ocenę mniej niż 1% tkanki prostaty. Istnieje wiele schematów jej przeprowadzania. Współczesne rekomendacje zalecają biopsję 10-12 rdzeniową kierowaną bocznie, w obwodowe obszary gruczołu krokowego. Liczba wyników fałszywie ujemnych wciąż jednak pozostaje wysoka. Ocenia się, że pierwotna biopsja nawet w schemacie rozszerzonym pomija około 21-47% ognisk raka. Oznacza to, że jeden na 2 do 5 mężczyzn z ujemnym wynikiem biopsji w rzeczywistości ma raka, który pozostał pomiędzy miejscami pobrań. 

#### Wykrywanie raków nieistotnych klinicznie
Ocenia się, że około 30% raków rozpoznanych w biopsji systematycznej to guzy nieistotne klinicznie. Nie stanowią one realnego zagrożenia dla zdrowia chorego. Jednak stwierdzenie schorzenia onkologicznego potencjalnie prowadzi do zbędnego, kosztochłonnego i związanego z istotnymi powikłaniami leczenia radykalnego. 

### Biopsja celowana (TB)
Rozwiązaniem powyższych ograniczeń jest identyfikacja ognisk istotnego klinicznie raka gruczołu krokowego  w badaniach obrazowych. Umożliwia to zastąpienie SB biopsją celowaną (targeted biopsy – TB). 

#### Ultrasonografia przez odbytnicza
Ultrasonografia przezodbytnicza (transrectal ultra sound – TRUS) jest najczęściej stosowaną metodą wizualizacji gruczołu krokowego. Charakteryzuje się jednak niską czułością (30-51%) w wykrywaniu raka gruczołu krokowego, gdyż  może on przybierać w badaniu TRUS różne rodzaje echogeniczności, a około dwóch trzecich wszystkich zmian hipoechogenicznych stanowią zmiany niemające charakteru złośliwego. W związku z powyższym swoistość TRUS jest przedstawiana w szerokim, jednak niezadowalającym zakresie (27-79%). Kolejne udoskonalenia ultrasonografii, takie jak ultrasonografia trójwymiarowa, ocena unaczynienia za pomocą technik dopplerowskich, sono-elastografia, użycie ultrasonograficznych środków kontrastujących czy histoscaning, były intensywnie badane w nadziei na poprawę wizualizacji ognisk raka stercza. Autorzy przedstawiali zmienne opinie co do ich przydatności, jednak żadna z tych technik obecnie nie umożliwia uzyskania dokładności porównywalnej do SB.

#### Tomografia komputerowa (CT)
Tomografia komputerowa (computed tomography – CT) gruczołu krokowego wykazuje ograniczoną wartość w wykrywaniu, lokalizacji i ocenie zaawansowania miejscowego raka gruczołu krokowego. Wynika to ze zbyt niskiej rozdzielczości kontrastowej tkanek miękkich miednicy. CT pozostaje więc metodą do oceny zaawansowania odległego - zajęcia węzłów chłonnych lub przerzutów narządowych.

#### Rezonans magnetyczny
Rezonans magnetyczny (magnetic resonance imaging – MRI) jest używany do nieinwazyjnej oceny gruczołu krokowego od lat 80. ubiegłego wieku. Początkowo ocena ta była oparta na morfologicznych obrazach T1 i T2 zależnych. Miały one ograniczone znaczenie w różnicowaniu zmian złośliwych i niezłośliwych. W ostatnim czasie w diagnostyce z użyciem MRI doszło do wielu usprawnień technologicznych związanych z oceną fizjologii badanych tkanek. Doprowadziło to do powstania tzw. wieloparametrycznego rezonansu magnetycznego (multiparametric magnetic resonance imaging – mp MRI).  

##### Biopsja pod bezpośrednim nadzorem MRI
Biopsja gruczołu krokowego pod bezpośrednią kontrolą rezonansu magnetycznego (magnetic resonance guided biopsy – MRGB) jest technicznie skomplikowana. Wymaga ponownego wykonania sekwencji T2W w trakcie zabiegu, aparatu z otwartą gantry, nieferromagnetycznych aparatów biopsyjnych.  Zwykle pobiera się tylko rdzenie celowane, bez wkłuć systematycznych. Koszty związane z jej przeprowadzeniem powodują, że jest dostępna w nielicznych ośrodkach.

### Biopsja fuzyjna

#### Fuzja obrazów MRI i TRUS
Sposobem przezwyciężenia trudności, jakie stwarza biopsja pod bezpośrednią kontrolą MRI, jest przeniesienie informacji uzyskanych w badaniu MRI do badania TRUS w czasie rzeczywistym. Wyróżnia się tu tzw. fuzję w pamięci oraz fuzję za pomocą odpowiedniego oprogramowania aparatów USG lub połączonych z nim stacji diagnostycznych.

##### Fuzja obrazów MRI i TRUS w pamięci
Fuzja obrazów MRI i TRUS w pamięci  (cognitive fusion biopsy – COG-FB) polega na zapoznaniu się z wynikiem MRI, wzrokowo-umysłowym zapamiętaniu lokalizacji ognisk podejrzanych oraz próbie ich odnalezienia i nakłucia w trakcie wykonywania TRUS. Tego typu biopsja nie wymaga dodatkowej aparatury ani treningu. Niesie jednak ryzyko błędu ludzkiego w ekstrapolacji danych z MRI do obrazu TRUS. Jest ono tym większe, im mniejsze są wymiary poszukiwanej zmiany, a większa objętość stercza.

##### Fuzja obrazów MRI i TRUS za pomocą  stacji diagnostycznych
Obecnie na rynku istnieje kilkanaście aparatów umożliwiających połączenie obrazów MRI i TRUS. Procedura konsolidacji obrazów, sterowania systemem oraz pobierania wycinków w poszczególnych stacjach diagnostycznych znacznie się różni.

### Biopsja saturacyjna
Częstość  wykrywana RGK za pomocą biopsji saturacyjnej (> 20 rdzeni) wynosi 30–43% i zależy od liczby rdzeni pobranych podczas wcześniejszych biopsji. Biopsję saturacyjną można wykonać techniką przez kroczową, która umożliwia wykrycie dodatkowych 38% przypadków raka. Wadą tej metody jest 10% wskaźnik powikłania w postaci zatrzymania moczu.

## Biopsja powtórna
Wskazaniami do powtórnej biopsji po uprzednio ujemnej biopsji są:
- rosnący i/lub trwale podwyższony PSA;
- podejrzany wynik badania DRE[23];
- atypowa proliferacja gruczołów[24];
- śródnabłonkowa neoplazja gruczołu krokowego wysokiego stopnia (HG PIN)[25];
- kilka atypowych gruczołów bezpośrednio przylegających do śród nabłonkowej neoplazji gruczołu krokowego wysokiego stopnia (tj. PINA TYP)[26];
- rak wewnątrz przewodowy jako jedyny objaw[27];
- pozytywne wyniki wieloparametrowego MRI (mp MRI).

### Testy pomocne w typowaniu do ponownej biopsji
U mężczyzn z podwyższonym ryzykiem RGK, po uprzedniej negatywnej biopsji można uzyskać dodatkowe informacje wykonując testy w moczu (Progensa-PCA3 i Select MDX DRE), testy w surowicy krwi (4Kscore i PHI) lub tkankowy test epigenetyczny (Confirm MDx), który określa ilościowo poziom metylacji regionów promotorowych trzech genów w tkance prostaty. Rola tych testów w typowaniu do ponownej biopsji jest niepewna. 

## Procedura biopsji gruczołu krokowego

### Miejsca pobieraniabioptatówi liczba rdzeni
W biopsjach wyjściowych, gdy nie wykonano wcześniejszego obrazowania za pomocą mp MRI lub gdy badanie to nie wykazało żadnych podejrzanych zmian, miejsca pobierania bioptatów powinny być obustronne od wierzchołka do podstawy, jak najdalej z tyłu i z boku gruczołu obwodowego. Dodatkowe rdzenie należy pobrać z podejrzanych obszarów zidentyfikowanych przez DRE.
Zalecane jest pobranie co najmniej 8 bioptatów  w gruczole krokowym o wielkości około 30 cm³, a 10 do 12 bioptatów  w większych gruczołach krokowych.  Pobieranie > 12 bioptatów  nie jest znacząco bardziej rozstrzygające.

### Antybiotykowa osłona biopsji
W przypadku biopsji przez odbytniczej chinolony są lekami z wyboru, przy czym cyprofloksacyna ma przewagę nad ofloksacyną.
Profilaktyka antybiotykowa wykazała znaczące zmniejszenie ZUM po biopsji. 3-dniowy schemat profilaktyki antybiotykowej nie przyniósł korzyści w porównaniu z profilaktyką jedno dawkową. Zwiększona oporność na chinolony jest związana ze wzrostem ciężkiej infekcji po biopsji.
Norweskie dane wskazują na wzrost oporności na antybiotyki w ostatnich latach z powiązanym wzrostem 30-dniowej śmiertelności. Czynniki ryzyka oporności na chinolony obejmują wcześniejszą biopsję TRUS,  cewnik założony na stałe oraz: zakażenie układu moczowo-płciowego,  międzynarodową podróż lub pobyt w szpitalu w ciągu ostatnich 6 miesięcy. Aby zminimalizować ryzyko ciężkiej infekcji związanej z oporną na chinolony florą odbytniczą, pacjentom z którymkolwiek z tych czynników ryzyka należy zaproponować biopsję TRUS z  ukierunkowaną profilaktyką antybiotykową lub chociaż  dezynfekcję odbytnicy jodopowidonem. W przypadku biopsji przez kroczowej, która pozwala uniknąć flory odbytnicy, wystarczy tylko jedna dawka dożylnej cefazoliny. Metaanaliza obejmująca 7 badań porównawczych wykazała, że u dwukrotnie większej liczby pacjentów wystąpiła gorączka po biopsjach przez odbytniczych w porównaniu do biopsji przez kroczowych.

### Znieczulenie miejscowe do biopsji
Zaleca się blokadę około gruczołową pod kontrolą USG. Znieczulanie do biopsji rdzeniowej jest jednym z wyznaczników jakości usług ośrodka i profesjonalizmu wykonującego. Poza najważniejszym - aspektem ograniczania niepokoju i bólu pacjenta, odpowiednie znieczulenie daje komfort wykonującemu. Możliwość pobierania wycinków z miejsc trudno dostępnych oraz dobra jakość wycinków przekłada się na wykrywalność raka istotnego klinicznie.
Doodbytnicza aplikacja żelu lignokainowego jako znieczulenia (powszechnie stosowana w Polsce)  jest znacznie gorsza od znieczulenia naciekowego gruczołu krokowego. 

### Powikłania po biopsji
Ciężkie zakażenia pozabiegowe były początkowo zgłaszane w <1% przypadków, ale nasiliły się w wyniku wzrastającej oporności na antybiotyki. Systematyczny przegląd wykazał korzystne wskaźniki zmniejszenia infekcji w przypadku biopsji przez krocze w porównaniu z biopsjami TRUS. 
Odsetek powikłań po biopsji TRUS  (niezależnie od liczby rdzeni) obrazuje poniższe zestawienie:
- hematospermia – 37,4%
- krwiomocz > 1 dzień – 14,5%
- krwawienie z odbytu  < 2 dni – 2,2%
- zapalenie gruczołu krokowego – 1,0%
- gorączka > 38,5 °C – 0,8%
- zapalenie najądrzy –  0,7%
- krwawienie z odbytu > 2 dni – 0,7%
- zatrzymanie moczu – 0,2%
- inne powikłania wymagające hospitalizacji – 0,3%

### Biopsja pęcherzyka nasiennego
Wskazania do biopsji pęcherzyków nasiennych  są słabo określone. Przy PSA > 5 ng / ml, prawdopodobieństwo ich zajęcia przez nowotwór wynosi 20–25%. Ocena stopnia zaawansowania nowotworu w pęcherzyku nasiennym jest przydatna tylko wtedy, gdy ma to decydujący wpływ na leczenie, np. wyklucza radykalną prostatektomię lub ewentualną późniejszą radioterapię (RT). 